# Sven Broman (sinolog)
Sven Uno Birger Broman, född 23 mars 1923 i Oscars församling i Stockholm, död 30 november 1994 i Engelbrekts församling i Stockholm, var en svensk sinolog.
Broman avlade 1946 filosofie kandidatexamen i ämnena sinologi, arkeologi och etnografi vid Stockholms högskola. Därefter tjänstgjorde han vid Östasiatiska museet som assistent till professor Bernhard Karlgren. Efter licentiatexamen i sinologi 1952 tjänstgjorde han vid Sveriges ambassad i Peking som sinolog och översättare. År 1957 flyttade han till Saigon där han var rådgivare till Vietnams regering i frågor om sinologi. Han disputerade 1961 med en avhandling om ämbetsmannasystemet i det kungliga Chou och feodalstaterna under Choudynastin. 
År 1961 utsågs han genom Unesco till rådgivare i undervisningsfrågor i den brittiska kronkolonin Sarawak. Broman arbetade därefter för Unesco i Uganda och Nigeria till slutet av 1963. I Uganda var han verksam som lärare i "social studies" för blivande folkskollärare. Därefter verksam som lektor i kinesiska vid olika lärosäten i Sverige och Danmark. 
Åren 1972–1989 var han verksam som intendent vid Etnografiska museet där han bland annat ägnade sig åt att forska kring kinesisk skuggspelsteater.
Sven Broman var ogift. Han är gravsatt på Norra kyrkogården, Stockholm.